# Спікул (футбольний клуб, Фалешти)
«Спікул» (рум. Spicul) — нині неіснуючий молдовський футбольний клуб з міста Фалешти, був заснований в 1991 ріку під назвою «Кристал» (рум. Cristalul). У сезонах 1992, 1992/1993, 1993/1994, 1994/1995 команда виступала у вищій лізі молдавського футболу — Національному дивізіоні. 1998 року клуб припинив своє існування.

## Історія назв
- 1991 — «Кристал»
- 1995 — «Спікул»